# 起駅
起駅（おこしえき）は、愛知県中島郡起町（現・一宮市起）にあった、名古屋鉄道起線（軌道=路面電車）の電車停留所（廃駅）である。
起線の終着駅であった。

## 歴史
- 1922年（大正11年）3月25日 起・一宮間の軌道の建設を行うために蘇東電気軌道を設立。
- 1923年（大正12年）11月1日 蘇東電気軌道、名古屋鉄道に合併。
- 1924年（大正13年）2月1日 起・一宮（後、八幡町）間が蘇東線として開業した際に開設。
- 1948年（昭和23年）5月16日 蘇東線を起線に路線名を変更。
- 1952年（昭和27年）12月24日 尾西線の1500V昇圧に伴い、起線の新一宮駅乗り入れを廃止。
- 1953年（昭和28年）6月1日 乗客増加により、電車の運行を休止してバス代行輸送に変更。当駅は営業休止となる。
- 1954年（昭和29年）6月1日 起線が正式に廃止されたことにより廃駅。

## 現在
駅は現在の名鉄バス起バス停付近。駅舎は起バス停の道路を挟んだ北側付近という。

## 隣の駅
名古屋鉄道
起線
西中島駅 - 起駅